# Diferenciální GPS

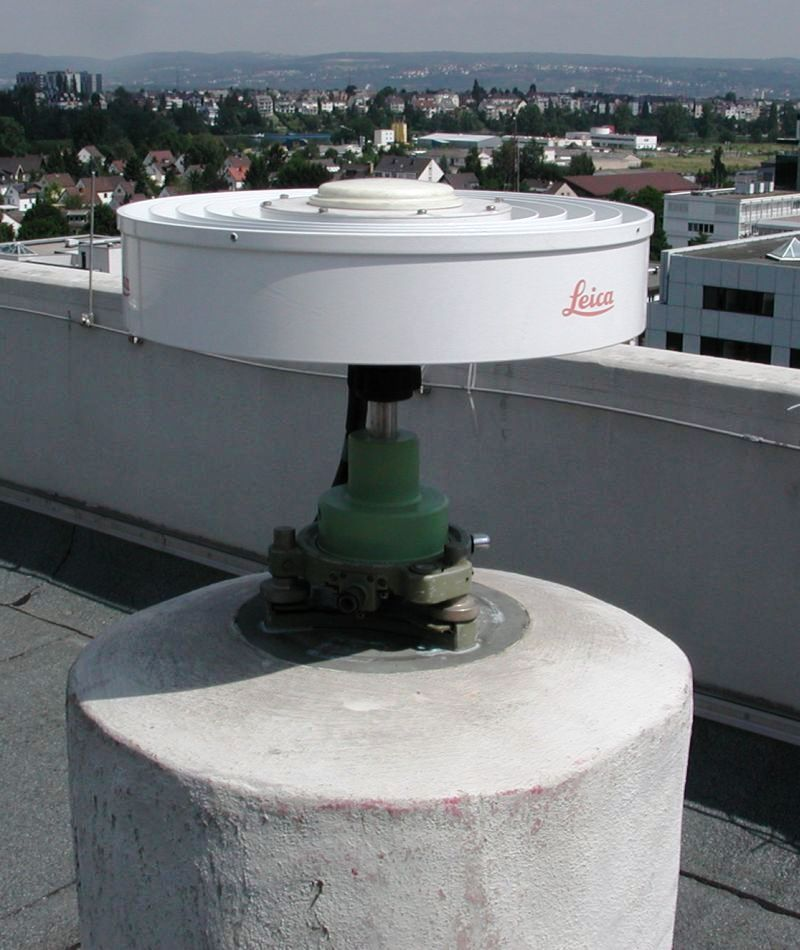
Anténa permanentní stanice GPS na betonovém pylonu střechy Německého LVermGeo RP (diferenční síť SAPOS).

Diferenciální GPS (DGPS) je jeden ze způsobů, kterým lze zpřesnit výsledky měření v systému GPS.

## Princip a vlastnosti
Předpokladem je existence alespoň jednoho dalšího přijímače GPS signálu o známých souřadnicích (tzv. referenční stanice). Tato referenční stanice vyhodnocuje odchylky měření v systému GPS od skutečného stavu své polohy a vypočítává korekce pro jednotlivé družice. Permanentní referenční stanice (např. CZEPOS, EUREF-IP) mají vlastní polohu vypočtenou dlouhodobým měřením, u mobilních referenčních stanic je zjištěna z jiného zdroje.
Při vyšším počtu propojených referenčních stanic s malými vzdálenostmi od sebe (desítky kilometrů), je možno připravit síťové řešení výpočtu korekcí a interpolovat výsledky na virtuální referenční stanici v blízkosti uživatele.
Moderní referenční stanice je schopna poskytnout korekce k více družicovým polohovým systémům zároveň (např. GPS a GLONASS).
Zjištěné korekce se odesílají uživatelům typicky casterem NTRIP a protokolem RTCM. Přenos se děje za pomoci sítě Internet, datového přenosu v mobilních sítích, dlouhovlnného vysílání, případně signálu RDS. Pokud mají uživatelé přijímač uzpůsobený k příjmu korekcí DGPS a jdou dostatečně blízko referenční stanici, mohou svá měření zpřesnit.
Pokud není možný příjem korekcí on-line, je možné u geodetických přijímačů data ukládat do speciálního formátu (např. RINEX) a provést tzv. postprocesní korekce až ve chvíli, kdy budou dostupná archivní data stejného formátu z referenční stanice. Pro speciální aplikace lze kromě korekcí z referenční stanice uplatnit také zpětně dopočítané skutečné dráhy družic a jejich hodin.
Diference rozlišujeme podle způsobu výpočtu:
- jednoduché diference
- dvojité diference
- trojité diference

Přesnost v roce 2006 při síťovém řešení referenčních stanic CZEPOS byla na družicích GPS:
- pro kódová měření 20–50 cm
- pro fázová měření (RTK) 2–5 cm

## Sítě
Snadno dostupnou službou DGPS je SBAS, jehož evropskou aplikací je EGNOS.
Pro geodetická měření byla v ČR zbudována síť permanentních stanic CZEPOS, která využívá síťového řešení 27 referenčních stanic, jejímž provozovatelem je Zeměměřický úřad. Přesnost měření se sítí CZEPOS v poloze je u kódových měření 0,25 m, u fázových měření 0,015 m. Cena služeb je přibližně 1 Kč/min.
Existují i soukromé referenční sítě jako např. TopNET, GEOORBIT, VRS NOW, by/S@T, dále vědecké referenční sítě GeoNAS (ČAS) a VESOG (VÚGTK).